# Аргамасілья-де-Альба
Аргамасілья-де-Альба (ісп. Argamasilla de Alba) — муніципалітет в Іспанії, у складі автономної спільноти Кастилія-Ла-Манча, у провінції Сьюдад-Реаль. Населення — 7415 осіб (2010).
Муніципалітет розташований на відстані близько 150 км на південь від Мадрида, 75 км на схід від Сьюдад-Реаля.

## Демографія
Динаміка населення (INE ):

## Галерея зображень

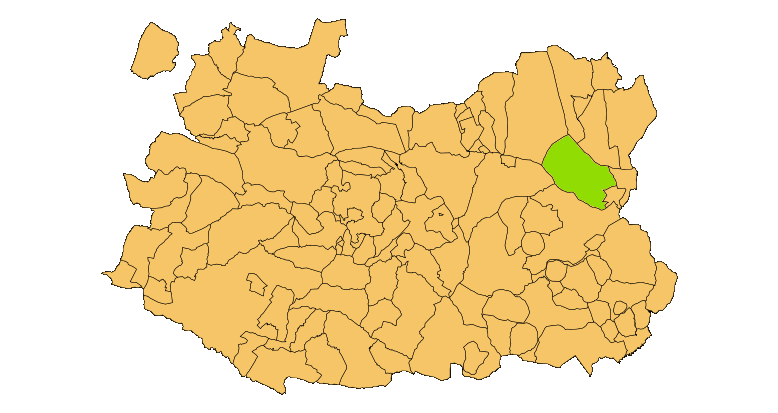
Розташування муніципалітету Аргамасілья-де-Альба у провінції
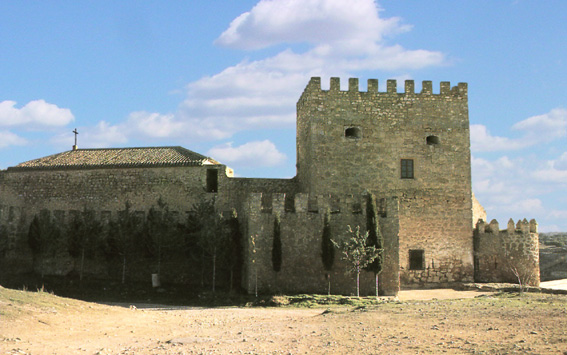
Замок Пеньярроя